# Unión de la Juventud Revolucionaria
Unión de la Juventud Revolucionaria (oficialmente abreviado RYU por sus siglas en inglés; árabe: اتحاد شبيبة الثورة, Ittihad Shabibat ath-Thawra) es el ala juvenil del Partido Baaz Árabe Socialista de Siria. El presidente de la organización es Maan Aboud. Normalmente se puede adquirir la membresía en la juventud al décimo año de la etapa escolar y esta incluye tres años de preparación y formación ideológica en el baazismo. La Unión de la Juventud Revolucionaria es igualmente miembro de la Federación Mundial de Juventud Democrática, organización internacional que reúne a juventudes comunistas y de izquierda revolucionaria de todo el mundo. 